# 韓国軍慰安婦
韓国軍慰安婦（かんこくぐんいあんふ）、または大韓民国軍慰安婦（だいかんみんこくぐんいあんふ、朝: 한국군위안부、대한민국군위안부、英: Korean Military Comfort Women）とは、第二次世界大戦後、日本の統治を解かれた朝鮮において韓国軍と在韓米軍や国連軍を相手にした慰安婦。大韓民国政府は韓国軍慰安婦問題に言及したことはなく、未だ抑圧と偏見により被害が明るみに出ていない。

## 概要
朝鮮戦争やベトナム戦争では韓国はアメリカ合衆国を基盤とした連合軍に参加したため、韓国で設置された慰安所および慰安婦（特殊慰安隊）は韓国軍だけでなく米軍をはじめとする国連軍も利用した。現在も坡州市のヨンジュコル（朝: 龍珠谷/용주골、en:Yong Ju Gol）などに存在している。
政策沿革
- 1947年11月14日　公娼制度廃止
- 1950 - 1954年　韓国軍慰安婦設置
- 1961年11月9日　淪落行為等防止法（ko:윤락행위 등 방지법）制定
- 1962年6月　米軍基地近隣104か所を特定（淪落）地域に指定し売春取締除外
- 1971年12月22日　政府主導で基地村浄化委員会発足
- 1970 - 1980年代　強制性病検診、基地村女性人権侵害がひどい
- 1990 - 1991年　梨花女子大元教授の尹貞玉が日本軍慰安婦問題を新聞で初めて告発。
- 1992年　尹今伊殺害事件（米軍兵士が基地村女性殺害）
- 1996年　性病管理所閉鎖（韓国政府による管理売春終わる）
- 1990年代後半　フィリピン等外国人女性に代替（民営化）

## 名称の変遷

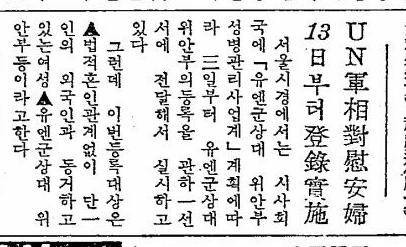
国連軍を相手とする慰安婦の登録が1961年9月13日に実施された。東亜日報 1961年9月14日

韓国陸軍本部が1956年に編纂した公文書『後方戦史（人事編）』には「固定式慰安所-特殊慰安隊」とあり、朝鮮戦争中は「特殊慰安隊」、または「第5種補給品」とも呼ばれた。
朝鮮戦争後は「美軍慰安婦（美軍はアメリカ軍のこと）」「国連軍相対慰安婦（UN軍相對慰安婦）」と呼ばれた。
ほかに「挺身隊（정신대）」や国軍挺身隊とも呼ばれた。
アメリカ軍や韓国軍などを相手とした女性達への当時の韓国政府や韓国報道機関による公式呼称は「慰安婦」である。
「ドルを稼ぐ妖精」「民間外交官」と呼ばれることもあった。
1980年代まで韓国では、「慰安婦（위안부）」という言葉は、主に米軍・国連軍慰安婦の事を指し、日本軍慰安婦はほとんど問題にはなっていなかった。しかし1990年代に日韓問題が大きくなってからは、「慰安婦」という言葉は日本軍慰安婦に対して使われるようになり、一方で米軍・国連軍慰安婦に対しては使われなくなった。
1966年の大韓民国大法院の判決文によれば、慰安婦とは「一般的に日常用語において、売春行為をしている女性を指すもの」としている。
| 年度    | 日本軍慰安婦関連記事数 | 米軍・国連軍慰安婦関係記事数 |
| ------- | ---------------------- | ---------------------------- |
| 1951-55 | 1件                    | 17件                         |
| 1956-60 | 0件                    | 36件                         |
| 1961-65 | 0件                    | 56件                         |
| 1966-70 | 1件                    | 118件                        |
| 1971-75 | 5件                    | 39件                         |
| 1976-80 | 0件                    | 20件                         |
| 1981-85 | 4件                    | 9件                          |
| 1986-90 | 5件                    | 8件                          |
| 1991-95 | 616件                  | 3件                          |

これらの英語表記はcomfort womanであり、日本語の慰安婦の英訳と同一である。英語では韓国軍・在韓米軍慰安婦は一般にKorean Military Comfort Womenと表記される。

### その他軽蔑的俗称
- 「洋パン（ヤン・セクシ）」[12]「洋公主（ヤンコンジュ、ヤンカルボ）」[17][12][8]、
- 「毛布部隊」- 毛布一枚で米軍基地について回るという意味[17]
- 「ディズニーランド」- ベトナム戦争時[20]。
- 「ヤンキー売春婦」「コメで動くチビ茶色のファッキンマシーン」- 米兵を相手にするフィリピン人慰安婦[21]。
- 「ジューシーガール（juicy girls）」、「バーガール（bar girls）」、「ホステス(hostesses)」、「エンターテナー(entertainer)」[22][23]。

## 連合軍軍政期の朝鮮における慰安婦
第二次世界大戦で大日本帝国が連合軍に敗北したため、朝鮮半島は1945年9月2日から、日本統治期より連合軍軍政期に移った。
朝鮮半島においては、連合軍による軍政が敷かれ慰安所、慰安婦ともにアメリカ軍に引き継がれた。1945年9月には、日本軍兵站基地があった富平に米軍基地が居抜きで建設され、基地周辺にあった公娼地域も引き継がれた。富平基地はキャンプ・グラント（Camp Grant）、キャンプ・マーケット（Camp Market）、キャンプ・タイラー（Camp Tyler）、キャンプ・ヘイズ(Camp Hayes)を網羅する広大な基地だった。
1946年2月14日、在朝鮮アメリカ陸軍司令部軍政庁が南朝鮮（現韓国）での公娼制を廃止。
アメリカの支援を受けて1948年8月15日に建国された大韓民国では、朝鮮戦争以降、韓国政府が韓国軍・米軍向けの「特殊慰安隊」を設立した。
第8軍の龍山基地周辺には梨泰院があった。ほかにも釜山、玩月洞、凡田洞（ハヤリア隊基地入り口）、大邱の桃源洞（チャガルマダン）、大田の中央洞などに公娼地域があった。
1947年11月には公娼制が廃止されたが、1948年に米軍は公娼制廃止によって性病が蔓延したと主張し、娼婦の性病検査は1949年まで続けられた。

## 朝鮮戦争と特殊慰安隊
1948年8月15日にはアメリカ合衆国の支援を受けて大韓民国が建国された。同年9月9日には朝鮮民主主義人民共和国が独立する。しかし、1950年より南北朝鮮の間で朝鮮戦争が勃発、1953年7月27日に休戦する。
朝鮮戦争中に韓国軍は慰安婦を募集した。韓国政府は、韓国軍・米軍向けの慰安婦を「特殊慰安隊」と呼び、設立した。
大韓民国政府は、韓国軍と国連軍のための慰安所を運営した。韓国軍は直接慰安所を経営することもあり、韓国陸軍本部は特殊慰安隊実績統計表を作成していた。部隊長の裁量で周辺の私娼窟から女性を調達し、兵士達に補給した。韓国軍によりトラックで最前線まで補給された女性達は、夜になると開店しアメリカ兵も利用した。
朝鮮戦争以降1990年代まで在韓米軍の韓国駐留時に韓国軍によって強行され、韓国軍と在韓米軍の性的欲求を解消する目的で強制的に集団的性行為を強要された事例もある。
韓国陸軍本部は韓国での慰安所の設置理由を以下のように説明している。

### 特殊慰安隊
韓国軍が1951年-1954年まで「特殊慰安隊」という名前で、固定式あるいは移動式慰安婦制度を取り入れて運用したことは韓国陸軍本部が1956年に編纂した公式記録である『後方戦史』（후방전사）の人事編と目撃者たちの証言によって裏付けられた。
韓国軍は慰安婦を「特殊慰安隊」と名付け、慰安所を設置し、組織的体系的に慰安婦制度をつくった。金貴玉によれば、韓国軍慰安婦の類型には、軍人の拉致、強制結婚、性的奴隷型、昼は下女として働き、夜には慰安を強要されたり、また慰安婦が軍部隊へ出張する事例もあった。また、正規の「慰安隊」とは別に部隊長裁量で慰安婦を抱えた部隊もあった。日本人慰安婦も在日米軍基地周辺や朝鮮半島へ連れて行かれたこともあった。
特殊慰安隊の設置理由は、兵士の士気高揚、性犯罪予防であり、これは日本軍慰安婦と同様のものであった（韓国政府や軍が正式に募集・設置運営している点は日本と異なる）。計画は陸軍本部恤兵監室が行い、1950年7月には韓国政府は軍作戦指揮権を米軍を中心とした国連軍に譲渡しており、最終的な承認は連合軍が行ったとされる。韓国政府・軍は慰安婦に対して「あなたたちはドルを得る愛国者」として「称賛」したという。
尉官将校だった金喜午の証言によると、陸軍内部の文書では慰安婦は「第5種補給品」（軍補給品は4種までだった）と称されていた。
慰安婦は、韓国軍と共に米兵も利用した。
慰安婦をドラム缶にひとりづつ押し込めて、トラックで前線まで移送したという証言もある。ただし証言者は、慰安婦を前線まで連れて行くことは、本来は許可されていなかったとも語っている。

### 設置時期と場所
韓国政府は、韓国軍だけではなく国連軍のための慰安所も運営した。
釜山・馬山
朝鮮戦争が始まってほどない1950年9月、釜山に韓国軍慰安所が、馬山市に連合軍慰安所が設置され、釜山日報の報道によれば、馬山の国連軍用慰安所は5か所あった)。
1951年には釜山慰安所74か所と国連軍専用ダンスホール5か所が設置される。
江陵・春川など
江陵市には、第一小隊用慰安所（江寮郡成徳面老巌里）が、他に春川市、原州市、束草市などに慰安所が設置された。
ソウル
ソウル特別市地区には以下の3か所が設置された。
- 第一小隊用慰安所（現・ソウル市中区忠武路四街148）
- 第二小隊用慰安所（現・ソウル特別市中区草洞105）
- 第三小隊用慰安所（現・ソウル特別市城東区神堂洞236）

### 朝鮮戦争時の慰安婦の数
総数は不明。金貴玉教授は朝鮮戦争直前の私娼の数5万人を下ることはないと見ている。なお、朝鮮戦争後には性売買をする女性は30万人余りに達したと推測されている。
韓国陸軍本部が1956年に編纂した公文書『後方戦史（人事編）』によると韓国軍慰安婦は1952年における4小隊に限ったケースだけでも89人の慰安婦が204,560回の行為を行わされた。

### 強制連行

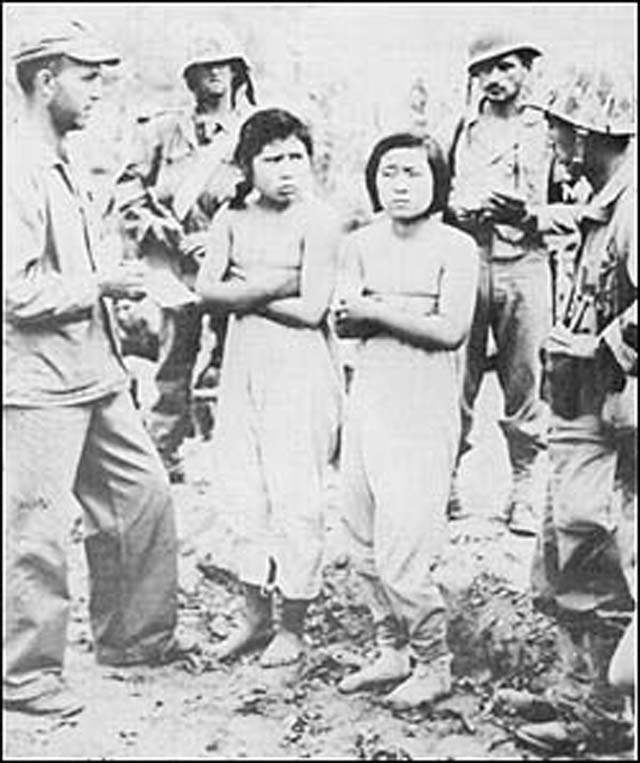
韓国・アメリカ軍に捕えられた北朝鮮軍看護婦。捕えられた北朝鮮女性はレイプされたり強制的に慰安婦にさせられることもあった。

韓国軍慰安婦のケースでは韓国政府やアメリカ政府による強制があったとされている。韓国における慰安婦はアメリカ兵に残忍に殺害されることや、アメリカ兵によるとされる放火で命を落とすこともあった。
連合国軍による性暴力と強制連行
崔吉城は論文(「朝鮮戦争における国連軍の性暴行と売春」)において、朝鮮戦争時には敵国ではない韓国において国連軍がソウル市北部の村で日中、シェパードを連れて女性を捜索し、発見後に強姦に及んだり、またジープにのって民家を訪れ女性を強制連行して性暴力をはたらいたことや、韓国人兵士が韓国人女性に性暴力や性拷問をはたらいたことを紹介している。性暴力を受けたのは女性だけでなく、10歳位の男子がフェラチオを強要され喉が破裂したこともあった。
北朝鮮人女性の強制連行
朝鮮戦争中に韓国軍に逮捕された北朝鮮人女性は強制的に慰安婦にされることもあった。韓国軍の北派工作員は北朝鮮で拉致と強姦により慰安婦をおいていた。捕虜となった朝鮮人民軍女軍、女性パルチザンゲリラ、そのほかに朝鮮人民軍や中国の人民志願軍の占領地内の住民である朝鮮人女性のうちまだ疎開しなかった女性などが、共産主義者を助けたとの名目で強制的に性奴隷にされた。

## 朝鮮戦争休戦からベトナム戦争まで

### 閉鎖と存続
1953年7月27日の朝鮮戦争の休戦にともない各慰安所は1954年3月に閉鎖され、翌1954年に「正規」の「慰安隊」はなくなったが、事実上の慰安隊が私娼の形で存続し費用は「厚生費」などの名目で支出されていた。
軍隊慰安所は公式には解体されねばならなかったが、韓国政府とアメリカ政府は存続の協議のため「性病対策委員会」を設置した。1957年の会議では米経済調整官室（Office of Economic Coodinator, OEC）側は、決定を韓国側で行ってほしいと韓国側に要請し、ソウル、仁川、釜山に接客業所やダンスホールを指定し設置した。こうして洋公主は、国家管理によって慰安婦と「米軍同居女」の二つに分類されるようになり、東豆川や議政府という基地村が栄えていった。
1955年のソウル市警察局によると米軍相手の性売買女性は61,833名であった。

### 売春業者による誘拐事件
朝鮮では1930年代にも売春斡旋業者による少女誘拐事件が頻発したが、朝鮮戦争後も売春斡旋業者による少女誘拐事件が発生している。1956年4月には「売淫ブローカー」によって少女2名が誘拐。
また1956年7月11日の東亜日報は「田舎の処女誘引　売春窟に売った女人検挙」との見出しで、少女を誘拐し売春を強要した容疑で老婆が逮捕されたと報道している。

### 慰安婦の自殺

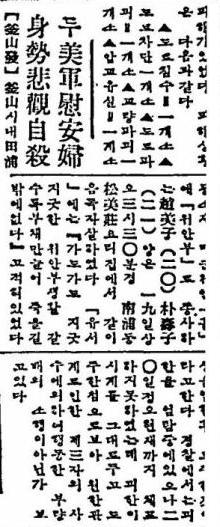
アメリカ軍(美軍)慰安婦2名が韓国釜山で悲観のあまり自殺したことを報じる1957年7月21日付東亜日報

韓国におけるアメリカ軍相手の女性達は自殺や中毒により死亡することもあった。1957年7月21日付け東亜日報で、アメリカ軍慰安婦がわが身を悲観して自殺したと報道される。1959年7月30日付け東亜日報で、慰安婦が悲觀自殺したと報道される。

### 特殊観光
1960年代の韓国では基地村関連の産業が国民総生産の25%を占めており、そのうち半分が性産業に関わるものだったという。李榮薫によると、1962年の韓国の相場では、基地関連の風俗営業のショートタイムで2ドル、ロングタイムで5ドルであった。固定的な性的関係を持つことによって月給をもらう女性もいた。
大韓民国大法院は1964年当時に慰安婦として働いていた女性が月5,000大韓民国ウォンの収入を得ていたことを判決文に明記している。
1970年代になると、女性のセクシュアリティが外貨稼ぎの主軸とみなされるようになり、慰安婦・洋公主たちは「ドルを稼ぐ愛国者」、「真の愛国者」、「ドルを稼ぐ妖精」「民間外交官」と韓国政府から称賛された。
1961年、朴正煕政権は観光事業振興法を制定し、免税ビールを許可された特殊観光施設業者を指定し、赤線地帯を設立していった。1962年6月には保健社会部、法務部、内務部合同で韓国国内の104カ所の淪落地域を設置、龍山駅、永登浦駅、ソウル駅、梨泰院、東豆川、議政府などもそこに含まれた。国内で管理売春政策をすすめる一方、1962年4月に韓国は人身売買禁止条約に署名している。
朴正煕政権は、慰安婦を新たに「特殊業態婦」という呼称でよぶようになり、特殊観光協議会と韓米親善協会が、売春の制度基盤となった。
1960年代の東豆川だけで未登録の私娼が1万名のものぼり、米兵2,3名あたり1名の娼婦がいた。1962年の韓国ではアメリカ兵相手の慰安婦として2万名以上が登録されていた。韓国政府推算では1万6000名。

### 自治体による慰安婦管理

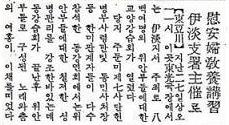
慰安婦への教養講習が伊淡支署主催で行われていることを報ずる東亜日報1961年1月31日付

慰安婦の性病罹患が問題視されてから行政による実態調査が行われ、1959年9月の韓国保健社会省の性病保菌実態の報告では、接待婦の15.6%、私娼の11.7%、慰安婦の4.5%、ダンサーの4.4%が罹患していた。1959年10月には、慰安婦の66%が性病保菌であることが検査でわかった。
朴正煕政権は性病を規制をする目的として、慰安婦を自治会に所属させ、身元などを正確に把握させた上で相互監視を行わせる教育と管理システムを運営し、自治会長は韓国警察や韓国公務員によって選定された。
1961年1月27日、東光劇場で伊淡支所主催の慰安婦向け教養講習会が開かれ、800余名の慰安婦、駐屯米軍第7師団憲兵部司令官、民事処長など米韓関係者が出席、慰安婦の性病管理について交流を行った。
1961年、ソウル市社会局が「国連軍相手慰安婦性病管理士業界計画」を立案、9月13日には「UN軍相対慰安婦」（国連軍用慰安婦）の登録がソウル市警で開始された。

### モンキーハウス
韓国での慰安婦たちの写真や個人情報などはアメリカ軍も管理しており、韓国におけるアメリカ軍相手の慰安婦は性病の疑いをもたれると韓国警察によりモンキーハウス（멍키 하우스）と呼ばれる窓に柵のされた施設に、ジープやトラックにのせられ、留置され強制的に薬を完治するまで飲まされることとなっていた。また、性病に罹患した女性達は治るまでの間は強制的に拘置所に隔離されていたと在韓米軍の性病報告に記録されている。また、病気ではないと証明された場合には犬のようにタグを付けることを強制された。
韓国におけるアメリカ軍相手の慰安婦達は容易に行為の相手から見分けがつき易いように番号札をつけることを強制されていた。
また、韓国政府は女性達に韓国を助けるために来た兵士達が満足するように清潔にしなさいと指導した。

## ベトナム戦争時

### 米国の性政策
1970年代初、アメリカ軍は韓国政府に韓国における基地村浄化事業を行うよう要求した。1971年8月、吴致成内務長官が各警察署に保健当局と協力して慰安婦の性病予防策を講じ教養を強化するように命令した。

### 韓国の性政策
ベトナム戦争に参戦するにあたり韓国政府は朝鮮戦争時と同様な「慰安隊」設置を計画したが、米軍の反対に遭い実現はしなかった（駐越韓国軍司令官）。このことがベトナムの民間女性に対する強姦事件が多発したことの一因になったとされる。

### トルコ風呂
しかし、韓国がベトナム戦争時、サイゴン（現ホーチミン）市内に韓国兵のための「トルコ風呂」（Turkish Bath）という名称の慰安所を設置し、そこでベトナム人女性に売春させていたことが2015年3月29日、米公文書で明らかになった。韓国軍がベトナムで慰安所経営に関与していたことが、公文書として確認されたのは初めての事である。文書は米軍からベトナム駐留韓国軍最高司令官、蔡命新将軍に宛てたもので、日付は記載されていないものの1969年ごろの通報とみられる。韓国陸軍幹部らによる米紙幣や米軍票などの不正操作事件を説明したもので、その調査対象の一つとして「トルコ風呂」が登場する。その中で米軍は、ベトナムの通関当局と連携した調査の結果として「トルコ風呂は、韓国軍による韓国兵専用の福祉センター（Welfare Center＝慰安所）」と断じた。また、その証拠として韓国軍のスー・ユンウォン大佐の署名入りの書類を挙げた。その上で確認事項としてベトナム人ホステスがいることや「売春婦は一晩をともにできる。料金は4500ピアストル（38ドル）。蒸気風呂とマッサージ部屋は泊まりの際のあいびき部屋として利用できる」ことなどを指摘している。この米公文書は、週刊文春（4月2日号）でTBSの山口敬之ワシントン支局長が最初に発表した。
山口敬之の週刊文春の記事（「韓国軍にベトナム人慰安婦がいた！」）を巡り、後追い取材を行った週刊新潮と週刊文春の間で論争が展開された。新潮は、有馬哲夫の、韓国軍専用というのは経営者の言い分であり、米軍の調査では（ベトナム国籍者を除く）一般向けの売春施設だと結論づけられているという指摘や、発見された文章にmilitary brothelsやmilitary prostitutesという言葉が出て来ず、山口が福利センターを慰安所、売春婦を慰安婦と言い換えたというコメントを引用して記事を批判した。有馬は、軍医や憲兵の存在など韓国軍が運営管理していた実態がなく、慰安所とは言えないとした。それに対し文春は、秦郁彦にコメントを取り、反論した。秦は、ベトナム戦争では、（米軍の）慰安所を指してレクリエーションセンターやディズニーランドといった隠語が使われており、日本軍の慰安所でも憲兵や軍医が常駐していたわけではなく、〝トルコ風呂〟を韓国軍の慰安所と呼ぶことは妥当だと述べている。また、ベトナムの中心にありながらベトナム国籍者が利用出来ないというなら、一般向けに解放されていなかったということだという意見も紹介されている。山口の記事にも、韓国軍以外に米軍も利用したと書かれていた。

### 韓国軍による性暴力
韓国軍兵士はベトナム人女性を多数強姦し、フォンニィ・フォンニャットの虐殺においてはレイプ後、虐殺するケースが多かったとされる。韓国軍兵士によるレイプによって妊娠したベトナム人女性が生んだ父のいない混血児たちをライダイハン(𤳆大韓、ライ「𤳆（チュノム表記、U+24CC6）」はベトナム語で動物を含む「混血雑種」を意味する蔑称）といい、その数は3万人にのぼるともいわれる。

## 全斗煥政権

### 基地村浄化キャンペーン
全斗煥政権（1980年 - 1988年）の時代には、全斗煥大統領による基地村浄化キャンペーンが実施されると売春婦とアメリカ兵との関係の発展を目指して、エチケット講義が行われるとともに頻繁に薬物療法が行われるようになった。医師免許を持たない医者達の前で脚を広げることを強制され、抗生物質を打たれて死にいたる女性もいた。女性達が逆らうと医者達に暴力を振るわれて監禁されることもあった。

## 1990年代から現在まで
朝鮮戦争時に設置された束草の慰安所は休戦後、私娼の集娼地が形成され、1990年代まで軍の慰安所として機能していた。1990年ころも、軍の訓練所の外に 俗に「毛布部隊」と呼ばれる私娼窟があった。
韓国では旧日本軍慰安婦問題だけでなく、在韓米軍を相手にした慰安婦（売春婦）の問題も、在韓米軍慰安婦問題として社会問題にもなっている。1990年までに韓国における米軍相手の売春婦は25万から30万にのぼった。

### 尹今伊殺害事件
1992年10月には、米兵のケネス・マークル(Kenneth Markle)が米軍専用クラブの従業員で「洋公主」の尹今伊(ユン・クミ(グミ)を殺害し、膣にコーラ瓶、肛門には傘が刺され全身に洗濯用洗剤がまかれたままの遺体で見つかるという尹今伊殺害事件が発生し、反米運動にまで発展し、翌1993年には駐韓米軍犯罪根絶運動本部が設置された。

### フィリピン人・ロシア人等外国人慰安婦と強制売春
1980年代までは韓国人女性達は、韓国政府やアメリカ人により在韓米軍相手の売春を強制されていた。韓国人女性達への強制が終わると、ロシア人女性やフィリピン人女性達が代わりとなった。ほか慰安婦の出身地は、ボリビア、ペルー、モンゴル、中国、バングラデシュ、キルギスタン、ウズベキスタンなどがある。
1990年代以降の韓国では、在韓米軍基地の近くでフィリピン人女性達が、韓国人業者により売春を強制されていると報告された。1990年代中ごろから2002年までに5000人のロシア人やフィリピン人女性達が密入国させられた上で売春を強制させられていた。
2000年代の韓国では、韓国軍相手の女性達の90%がロシア人やフィリピン人女性などの外国人であるとされている。2009年時点では、米軍基地近接地で売春を強制させられている女性に占めるロシア人女性の比率は減少したが、フィリピン人女性の比率は増加した。なお、韓国では現在は売春は違法行為である。

#### ジューシーバー問題
韓国でアメリカ軍を相手とするジューシーバーで働くフィリピン女性たちが人身売買の状況下に置かれている問題がある。韓国では売春は違法行為であるがアメリカ軍相手の売春を行っているバーなどは当局の摘発対象外とされている。アメリカ軍相手の売春を強要されているフィリピン女性たちは、フィリピンに進出している韓国企業によって韓国で歌手として働くためと称した募集に応じた女性たちである。在韓米軍自身もこれらの女性たちは歌手、ダンサーになることを夢見て韓国に来たが売春を強要されていることを報じている。フィリピン女性たちはヤンキー売春婦、コメで動くチビ茶色のファッキンマシーンなどの軽蔑的な呼称で呼ばれてきた。1000人を超えるフィリピン女性、ロシア女性を米軍基地周辺のクラブで人身売買したとしてクラブ経営者が訴えられることもあったが韓国の裁判官は訴えを却下してきたが、2002年にアメリカのフォックステレビが韓国に人身売買された女性たちが売春を強要されていることを報じると、翌年からは監禁され売春を強要させられていた一部のフィリピン女性への賠償を命じる判決を出したり、フィリピン女性たちを監禁して売春を強制していた経営者に対しては執行猶予、社会奉仕の判決を下すケースも存在するようになった。2000年以降、韓国の売春宿に監禁されている外国女性などが多数火事で焼死する事件が相次いでいる。2009年にアメリカ軍の機関紙である星条旗新聞は、韓国でジュースをクウォーター制で売る女性たちは売り上げ次第で店主から売春を強要させられていることを明らかにしている。
フィリピン政府の対応
これらの状況に対して、フィリピン大使館はフィリピン女性たちが売春を強制されているバーの監視リスト作成したり女性たちの裁判を支援する動きを見せている。
米政府・米軍の勧告
2010年にアメリカ国務省は韓国の米軍基地周辺のバーで働く女性達の状況について、現在進行中の人身売買であるとする報告を行っている。2012年に在韓米軍はジューシーバーで高いドリンク代を支払うことは現代における奴隷制の一つである人身売買業を支援することであるとする動画をユーチューブに投稿した。

## 韓国軍・米軍慰安婦問題
韓国では、日本軍慰安婦問題について1980年代から1990年代にかけて社会問題、さらに日韓の外交問題ともなっていた。他方、1990年代後半になると、大韓民国国軍あるいは米軍にレイプされた韓国軍慰安婦の存在について韓国内で公論化され始めるようになった。
1997年にはアメリカでヤン・ヒュナ(Yang Hyunah)が韓国軍慰安婦の研究論文「Revisiting the Isuues of Korean Military Comfort Women」を発表し、同年、ヒュン・S・キム（Hyun S.Kim）とJT・タカギとヘ・ジュン・パク(Hye-Jung Park)は「The Woman Outside:Korean Women and the U.S.Militaly 」を発表した。

### 研究と資料閲覧禁止
韓国軍慰安婦については1996年に韓国慶南大学の金貴玉教授が、大韓民国陸軍本部軍事監室『後方戦史（人事篇）』（1956年刊）の調査で、朝鮮戦争時に大韓民国陸軍が慰安婦を徴集していたことや、同書には当時の記録や統計がおさめられていることを明らかにした。
金喜午（김희오）大将は韓国軍慰安婦について明らかにされたくはない恥ずかしい軍部の恥部であるが事実であると語った。しかし、韓国の学会や運動団体からは韓国軍慰安婦は公娼であるし、また「身内の恥をさらすもの」「日本の極右の弁明の材料となりうる」と警告し、韓国国防部所属資料室の慰安婦資料の閲覧は禁止された。

#### 2000年代
日本でも 崔吉城が2001年に「朝鮮戦争における国連軍の性暴行と売春」を発表した。
2002年2月、金貴玉と姜貞淑などにより韓国軍慰安婦の存在が公開され、朝日新聞2002年2月24日の報道では、金らは1948年の韓国政府の公娼廃止令に背いて、約3年間不法に公娼を設置・運営していたと発表した。2002年の韓国メディアでは韓国軍慰安婦の存在を認める報道もなされていた。また最近週刊新潮2013年11月28日号で「朴槿惠大統領の父は『米軍慰安婦』管理者だった」という特集記事が掲載され、そのなかで彼女たちは一人ずつドラム缶に押し込まれ「補給品」名目でトラックに積まれた、などと書いている。
しかし、2012年に、最大発行部数を誇る朝鮮日報は従軍慰安婦は日本軍の性奴隷であるが、韓国軍慰安婦の存在については歪曲であると主張している。
韓国ほぼすべてのマスコミが報道する日本軍慰安婦問題と異なり、韓国軍慰安婦問題に関しては、ハンギョレをはじめとした一部の革新系メディアが取り上げるのみであり、保守系メディアである大手新聞社やテレビ局は、慰安婦裁判等も含め黙殺している状態である。

## 韓国と米国に対する慰安婦訴訟
2009年、韓国系アメリカ人の元慰安婦らが米兵との性的行為を1960年代から1980年代にわたり強制されたとして、米軍と韓国政府に対して損害賠償をもとめてアメリカで提訴した（在韓米軍慰安婦問題）。原告の慰安婦らは韓国政府は米軍のためのポン引きだったと批判している。
その後、謝罪と補償を求める女性たちもいるが、韓国最高裁は売春である不法行為に基づく損害賠償請求であるとして棄却している。
2014年6月25日、米軍慰安婦で働かされたとして、韓国人女性ら122人が韓国政府を相手に国家賠償を求める訴訟を起こした。支援者によると、米軍慰安婦による国家賠償訴訟は初めてとされる。1947年に売春禁止法が成立していたにもかかわらず、韓国政府は1950年からの朝鮮戦争時に米軍（国連軍）を相手にした売春を認める「特定地域」を設け、女性たちを売春管理していたとされる。特定地域での管理は強制的で、慰安婦の中には欺されて連れてこられた10代の少女も居たという。慰安婦と支援団体は、第二次世界大戦時の日本軍慰安婦と同様に韓国政府は謝罪と賠償をするべきと訴えている。現時点ではまだ米国を訴えてはいない。当時の朴正煕大統領が直接管理していたとする指摘もある。
2014年12月19日にこの訴訟に対する初公判が開かれたが、政府側弁護人は「慰安婦個々人の訴えが真実だと立証されない限り、政府の責任は問えない」と訴えた。それより前、日本軍慰安婦については「生きているおばあさん達の肉声の訴えが証拠そのものだ」と韓国政府高官が公言していたこともあり、レコードチャイナは「『今生きている元慰安婦のおばあさんたちが何よりの証拠だ！』と日本に強く言っていた韓国政府はどこへ？」との韓国のネットユーザーの声を伝えた。第2回公判は2015年1月30日に開催。
2017年1月、ソウル中央地裁は根拠のない性病感染者の強制収容は「違法行為」と判断して、「訴訟を起こした120人の内、隔離収容の対象にする伝染病を明示した施行規則が制定された1977年8月以前に性病落検者施設に強制収容された57人には500万ウォン（約50万円）ずつ賠償せよ」という判決を下した。原告らの「国が売買春が容易に行われるように基地村を設置したのは違法」・「国が『浄化運動』など基地村の売買春を管理したのは違法」との主張を地裁は「基地村での売春は強いられたものでも辞められないものではなかった」・「国による売買春管理は性病検診・治療などの公益的目的を達成するため」と判断して受けいれなかった。判決後に韓国政府が「性病落検者収容施設（性病検査不合格者収容施設、通称：モンキーハウス）」を作り、基地村女性たちを隔離していたこと、「老後は9坪の無料の団地を手配」という嘘をついていたことなどの事実は消えないとの批判の声もある。

## 韓国の慰安婦に関する諸説

### 日本軍慰安所との関連
金貴玉は当時設置を行った陸軍関係者がかつて日本軍として従軍していたことなどから、「韓国軍慰安所制度は日本軍慰安所制度の延長」と主張している。また在韓米軍基地は日本軍基地を転用したものがほとんどで、米軍は基地周辺の売春街も活用したことも背景にある。
また、「慰安(婦)」という言葉が共通していることなどから韓国軍慰安婦は旧日本軍慰安婦にならってつくられたと考えられている。韓国系アメリカ人の研究者でサンフランシスコ州立大学教授のサラ・ソー (C. Sarah Soh) は2009年の著書で、慰安婦を「性奴隷」や戦争犯罪とむすびつけて描写するのは不正確であるとしたうえで、韓国政府と韓国議会が日本軍慰安婦問題を扇情的に扱い、異論を許さないまま「日帝による被害の物語」を作って国民を誘導したと批判している。ソー教授は「慰安婦が強制連行された物語」は陳腐な教義であり、韓国政府のこの政治誘導的な誇張が慰安婦問題の真の理解とその解決を妨たげていると指摘した。さらに韓国社会が被害者意識から脱却するべきこと、また韓国自体も元慰安婦にトラウマを与えた共犯者であり、慰安婦制度それ自体は戦争犯罪ではなかったことを受け入れるべきだとした。
現在の韓国では韓国軍の慰安婦の存在を当時と同様に認める報道もなされているが、最大発行部数を誇る朝鮮日報は従軍慰安婦は日本軍の性奴隷であるが、韓国軍慰安婦の存在については歪曲であると主張している。
李栄薫ソウル大教授は2004年に、「韓国戦争当時、韓国人による慰安所や米軍部隊近くのテキサス村に対する韓国人の反省と省察がない」と日本軍従軍慰安婦を米軍部隊の売春業になぞらえたことで、韓国で批判を浴びた。

### 現代の妓生、キーセン
川村湊は「李朝以前の妓生と、近代以降のキーセンとは違うという言い方がなされる。江戸期の吉原遊郭と、現代の吉原のソープランド街が違うように。しかし、その政治的、社会的、制度的な支配−従属の構造は、本質的には同一である」とのべ、現代のソウルの弥亜里88番地のミアリテキサスや清凉里 588といった私娼窟にも「性を抑圧しながら、それを文化という名前で洗練させていった妓生文化の根本にあるものはここにもある」と述べている。
2012年9月にはソウル鍾岩警察署長として風俗街「ミアリテキサス」の取締りを行ったこともある漢南大学警察行政学科教授の金康子はテレビ朝鮮の番組で韓国では生計のために売春業を行う女性たちへの支援制度もなく、また警察力の限界もあるとして限定的な公娼制度を導入すべきと主張した。